# Plebania w Bezděkovie
Plebania w Bezděkovie – plebania w miejscowości Bezděkov nad Metují, położonej w Czechach, w kraju hradeckim, w Sudetach Środkowych. Obok kościół należący do broumovskiej grupy kościołów. 

## Opis
Parterowa plebania wybudowana na planie prostokąta, kryta dachem czterospadowym. Od frontu wejście w ryzalicie pomiędzy parami pilastrów podtrzymujących trójkątny fronton. We frontonie kartusz z herbem klasztoru w Broumovie z datą 1847, inicjałami  N AB oznaczającymi Nepomuka Rottera (1844–1886) Opata Broumovskiego (łac. Abbas Braunensis).

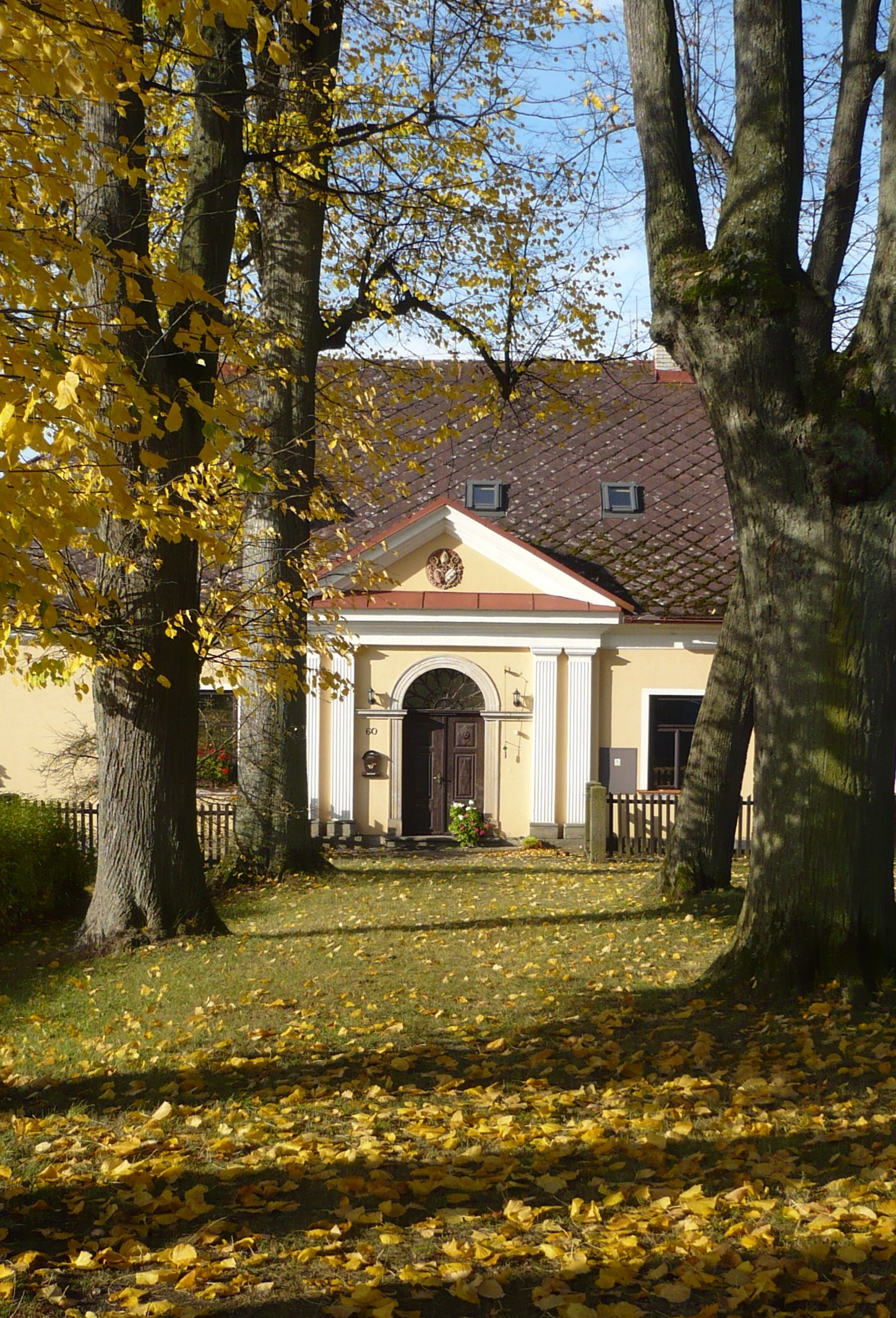
Aleja
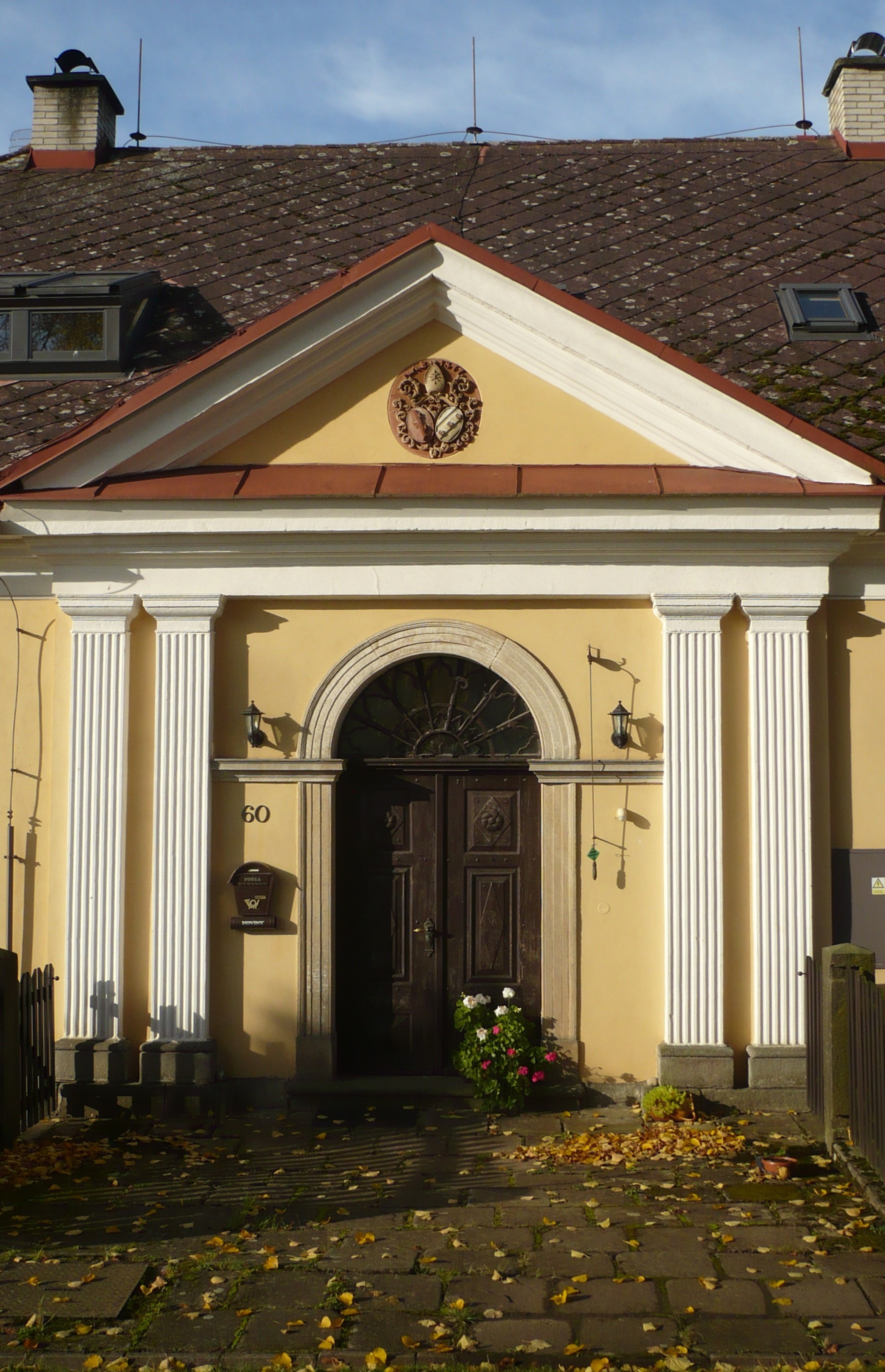
Ryzalit
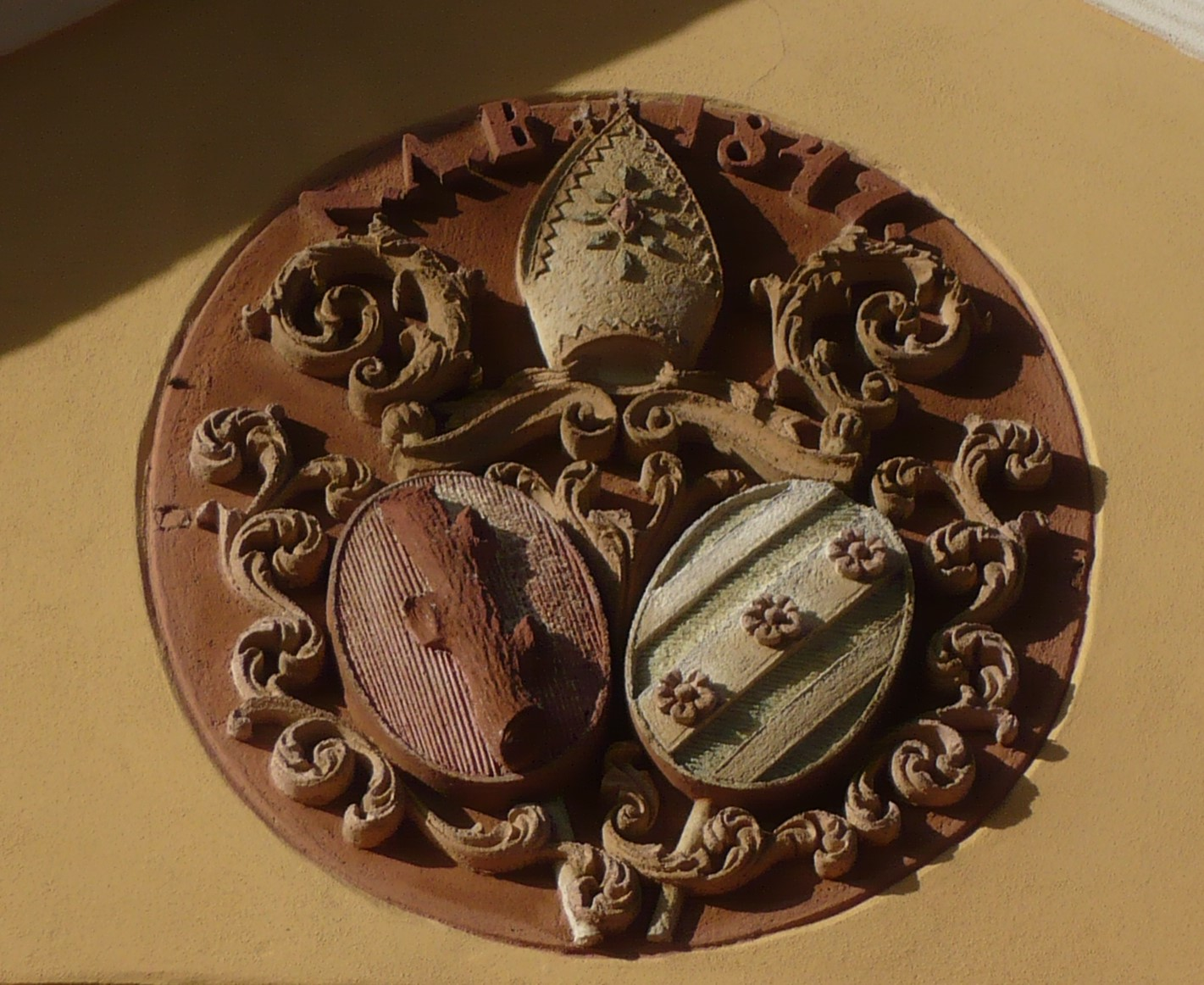
Herb
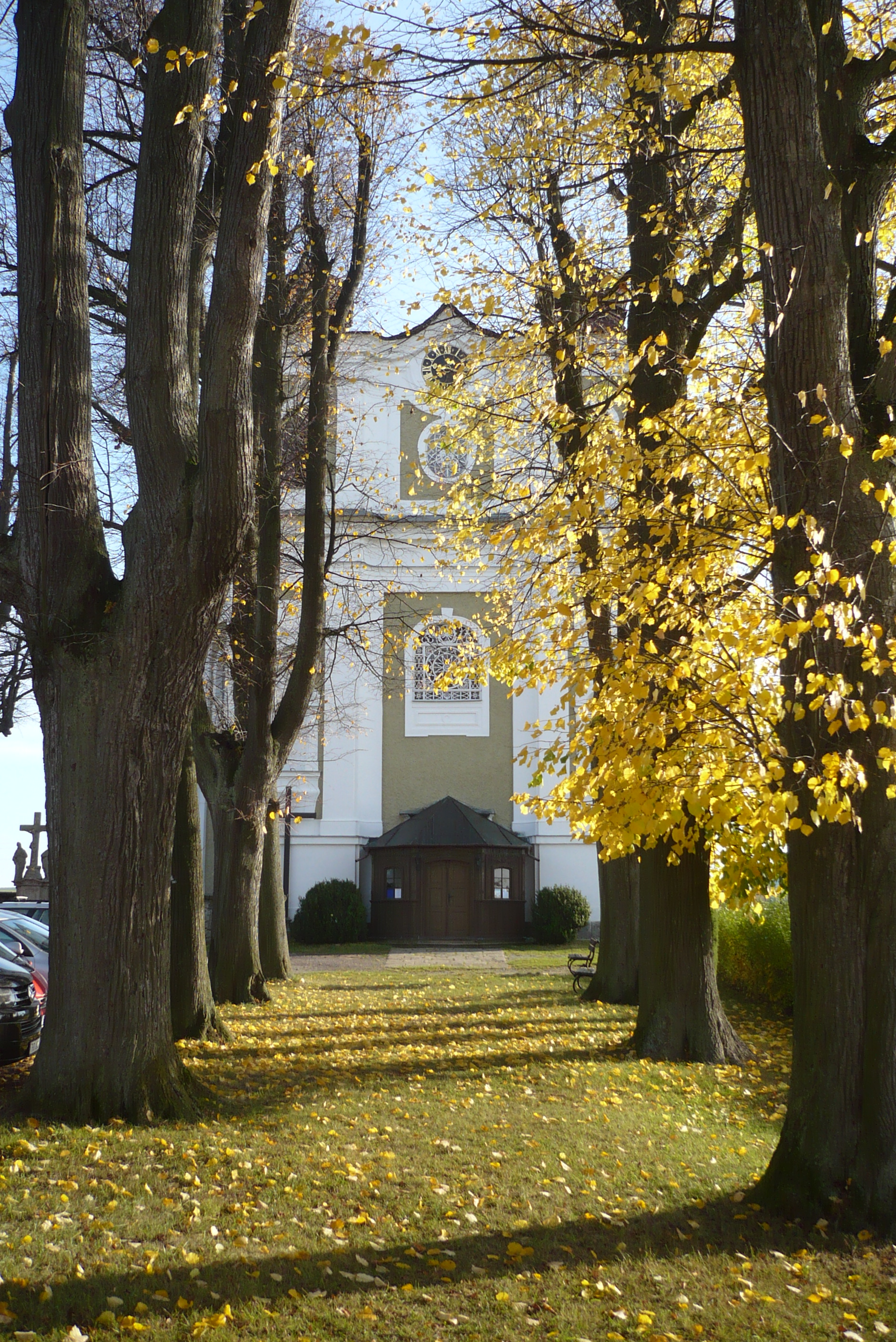
Kościół